# رايموند كاباييرو
رايموند كاباييرو (بالإنجليزية: Raymond Caballero) هو سياسي أمريكي، ولد في 6 فبراير 1942.